# 周文燭
周文燭（？—？），浙江紹興府山陰縣人，民籍，明朝政治人物。

## 生平
正德十一年（1516年）丙子科浙江鄉試舉人。嘉靖五年（1526年）丙戌科三甲一百五十三名進士。授行人，十年十一月奉敕召致仕大学士張孚敬复任办事，十二年六月选授河南道试監察御史，七月改任翰林院编修，二十三年正月升國子監司業，二十四年正月升右春坊右中允，仍管司業事，赐五品服色。二十六年閏九月升國子監祭酒，二十七年六月以给事中申价论其贪污不职，因引疾乞归。三十年二月考察致仕。

## 家族
曾祖周端，曾任旌表義民；祖父周海；父周楫，母潘氏。具慶下。兄周文熯（正德辛巳進士）。